# Región de Banská Bystrica
La región de Banská Bystrica (en eslovaco: Banskobystrický kraj) es una de las ocho regiones administrativas (kraj) de Eslovaquia.
Es la mayor de las regiones eslovacas y su capital es la ciudad de Banská Bystrica. Otras ciudades importantes en la región son Zvolen, Lučenec, Rimavská Sobota y las antiguas ciudades mineras de Kremnica y Banská Štiavnica. 
La región está atravesada por los Montes Metalíferos eslovacos y está salpicada de antiguos centros mineros. El río principal que discurre por la región es el Hron, mientras que el Ipeľ constituye una frontera natural con Hungría. Ambos son afluentes del Danubio. 
En el sur de la región reside una significativa minoría de húngaros.

## Demografía
| Año        | 1994    | 2004    | 2014    | 2024    |
| ---------- | ------- | ------- | ------- | ------- |
| Población  | 664 072 | 658 368 | 655 359 | 611 124 |
| Diferencia |         | −0,85 % | −0,45 % | −6,74 % |

| Año        | 2023    | 2024    |
| ---------- | ------- | ------- |
| Población  | 614 356 | 611 124 |
| Diferencia |         | −0,52 % |

## Distritos

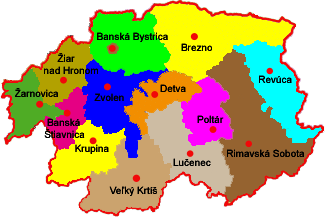
Distritos de la región de Banská Bystrica.

La región de Banská Bystrica se subdivide en 13 distritos (en eslovaco okresy):
- Distrito de Banská Bystrica
- Distrito de Banská Štiavnica
- Distrito de Brezno
- Distrito de Detva
- Distrito de Krupina
- Distrito de Lučenec
- Distrito de Poltár
- Distrito de Revúca
- Distrito de Rimavská Sobota
- Distrito de Veľký Krtíš
- Distrito de Zvolen
- Distrito de Žarnovica
- Distrito de Žiar nad Hronom

### Municipios
Cuenta con 515 municipios